# Зелена игуана
Зелена игуана или обична игуана (Iguana iguana), велики је гуштер биљојед из рода Iguana који потиче из средње и Северне Америке.

## Распрострањеност
Зелене игуане могу се пронаћи на великом географском подручју, од јужног Бразила и Парагваја до Мексика и Kарипских острва; затим у САД као дивља популација, у Северној Флориди (укључујући Флориду Киз), Хавајима и Рио Гранде Валију у Тексасу.
Овај биљојед може нарасти до 1.5 метара у дужину, од главе до репа, иако су неки примерци нарасли до више од 2 метра, а тежили више од 20 кг.
Зелена игуана углавном је кућни љубимац због мирне нарави и јаких боја, но захтева правилну бригу. Просторни захтеви и потреба за посебним осветљењем и топлотом могу бити захтевни за аматера.

## Таксономија
Шведски ботаничар Карл Линé први је службено описао ову врсту 1758. године. [1] Два века након тога, не мање од 17 врста идентификовано је, али све осим једне (Iguana delicatissima) неважеће.
Реч игуана преузета је из Taíno имена за врсту: iwana. У земљама шпанског говорног подручја, мужјаци врсте зову се gorrobo или ministro а млади се зову iguanita или gorrobito.